# Noorder Rondeel
Het Noorder Rondeel is de benaming voor een deel van de noordelijke Vestingwerken van Sneek, gelegen ten westen van de Noorderpoort.
Het Noorder Rondeel was een halfrond deel van de stadsmuur, met ruimte voor kanonnen. Ter verdediging van de stad stonden hier twee kanonnen opgesteld.
In het zuiden van de stad, ten westen van de Kleine-Paalderpijp bevond zich het Zuider Rondeel. Direct naast het rondeel in westelijke kijkrichting bevond zich in de stadsmuur het Bolwerk.
Eind 18e eeuw zijn deze delen van de vestingwerken verloren gegaan, omdat zij hun functie verloren hadden.